# Akademia Intendentury
Akademia Intendentury (ros. Интендантская академия) – uczelnia w Rosji, zlokalizowana w Petersburgu .

## Historia
18 marca 1900 w Petersburgu przy Nikołajewskiej Akademii Sztabu Generalnego otwarto ośmiomiesięczny kurs intendentury (kwatermistrzowski) dla oficerów i urzędników wydziału intendentury. W 1901 otwarto klasę drugą (starszą), do której przyjmowano oficerów, którzy służyli w wojsku, a w 1906 – stopień trzeci. 
22 listopada 1911 Kurs Intendentury przemianowano na Akademię Intendentury. Komendant akademii (kursu) podlegał szefowi Wydziału Głównego Intendentury Ministerstwa Wojny. Akademia zakończyła działalność w 1918.

## Komendanci[1]
- od 04 sierpnia 1907 do 03 października 1909 – generał porucznik Władimir Bucholc, szef Kursu Intendentury;
- od 3 listopada 1909 do 15 marca 1918 – generał major, generał porucznik Piotr Jakubinski, komendant Akademii Intendentury.